# موتور دادمحمد جدگال
موتور دادمحمد جدگال یک منطقهٔ مسکونی در ایران است که در دهستان پیرسهراب واقع شده‌است. موتور دادمحمد جدگال ۴۴ نفر جمعیت دارد.